# Толивър (окръг, Джорджия)
Окръг Толивър (на английски: Taliaferro County) е окръг в щата Джорджия, Съединени американски щати. Площта му е 505 km², а населението - 2077 души (2000). Административен център е град Кроуфордвил.